# Tc (digramme)
Cette page contient des caractères spéciaux ou non latins. S’ils s’affichent mal (▯, ?, etc.), consultez la page d’aide Unicode.
Pour les articles homonymes, voir TC.
Tc (minuscule tc) est un digramme de l'alphabet latin composé d'un T et d'un C.

## Linguistique
- En sandawe, en hadza et en atikamekw, le digramme « tc » est utilisé pour représenter le phonème [tʃ ].

## Représentation informatique
Comme la majorité des digrammes, il n'existe aucun encodage de Tc sous un seul signe, il est toujours réalisé en accolant un T et un C.